# Brunettia nitida
Brunettia nitida és una espècie d'insecte dípter pertanyent a la família dels psicòdids que es troba a Nord-amèrica: els Estats Units (des de Nebraska fins a Massachusetts, Texas i Florida).